# أخضر آباد (سقز)
قرية أخضر آباد (بالكردية: ئەخزەراوا) هي إحدى القرى التابعة لـكولتبه في ريف قسم زيويه من مقاطعة سقز، في محافظة كردستان الإيرانية.

## السكان
حسب إحصاءات سنة 2006، بلغ إجمالي السكان في أخضراوا 127 نسمة وعدد المساكن 26 مسكن. لغة سكان أخضراوا هي اللغة الكردية وهم من أهل السنة والجماعة والمذهب الشافعي.